# Équipe d'Algérie de football à la Coupe du monde 1982
L'équipe nationale d'Algérie participe à la Coupe du monde de 1982 organisée en Espagne du 13 juin au 11 juillet 1982. Pour sa première participation à la compétition, l'Algérie ne réussit pas à se qualifier pour le second tour. Pourtant encore en lice (pour la qualification) à la veille du troisième match, sa victoire contre le Chili est insuffisante.

## Matchs de préparation
| Sélectionneur : |
| Khalef          |

| Sélectionneur : |
| Tim             |

| Sélectionneur : |
| Khalef          |

| Sélectionneur : |
| Tim             |

| Sélectionneur :   |
| Mahieddine Khalef |

| Sélectionneur : |
| Eoin Hand       |

| Sélectionneur :   |
| Mahieddine Khalef |

| Sélectionneur : |
| Eoin Hand       |

## Phase finale

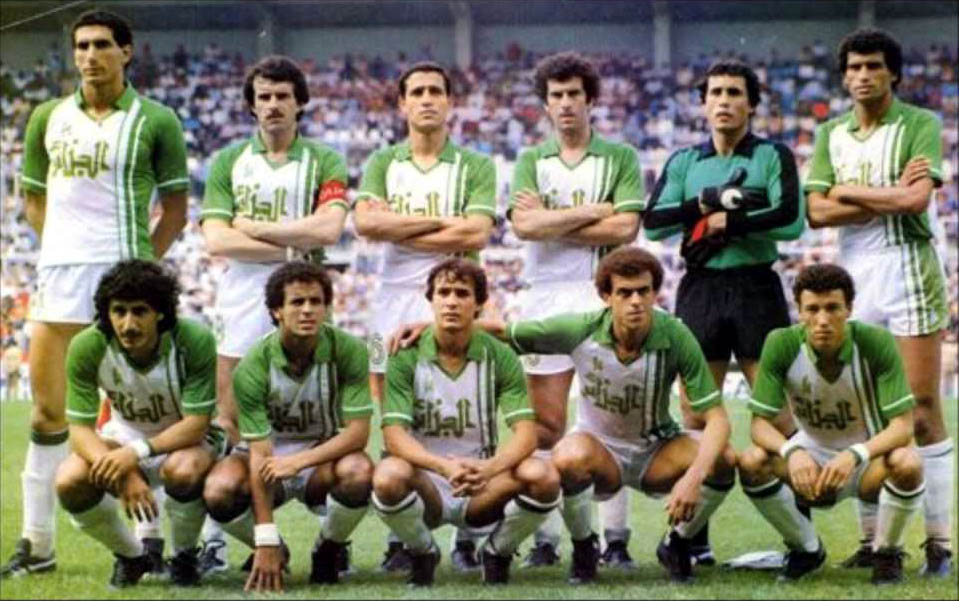
L'équipe d'Algérie au Mondial 1982.

La rencontre entre l'Allemagne de l'Ouest et l'Autriche donne, elle, lieu à un non-match retentissant. Une victoire par un ou deux buts de l'Allemagne de l'Ouest permet aux deux équipes de se qualifier. Un but allemand est inscrit rapidement et les deux équipes consacrent le reste de la partie à une suite de passes inoffensives. En tout état de cause, la rencontre Autriche-RFA aura pour conséquence objective l'élimination de l'Algérie de Lakhdar Belloumi, qui, contre toute attente, avait pourtant gagné 2-1 contre ces mêmes allemands le 16 juin 1982, lors du premier match de poule.
Pour éviter que ce genre de problème ne puisse se renouveler, la FIFA décide qu'à l'avenir, les deux derniers matchs de chaque groupe auront lieu en même temps. Ce principe sera plus tard étendu aux derniers matchs des phases de qualification. Ce match Autriche-RFA sera plus tard surnommé « le match de la honte ». La vérité sera faite en 2007 quand un ex-joueur allemand déclare qu'il y a eu un pacte de non-agression car les deux équipes se savaient qualifiées avec un tel score (un nul éliminant l'Allemagne, mais, en revanche une victoire par 3 buts d'écart de la RFA éliminant l'Autriche...), ce dont l'opinion se doutait bien au vu des images du « match ».
Ces déclarations ne sont toutefois pas avérées puisque le joueur en question nie avoir tenu de tels propos et il n'est donc pas possible à ce jour d'affirmer qu'il y eut collusion entre joueurs Allemands et Autrichiens.

### Premier tour
| Classement du groupe 2 |                      |     |   |   |   |   |    |    |      |
|                        | Équipe               | Pts | J | G | N | P | BP | BC | Diff |
| 1                      | Allemagne de l'Ouest | 4   | 3 | 2 | 0 | 1 | 6  | 3  | +3   |
| 2                      | Autriche             | 4   | 3 | 2 | 0 | 1 | 3  | 1  | +2   |
| 3                      | Algérie              | 4   | 3 | 2 | 0 | 1 | 5  | 5  | 0    |
| 4                      | Chili                | 0   | 3 | 0 | 0 | 3 | 3  | 8  | -5   |

| 16 juin | Allemagne de l'Ouest | 1 | 2 | Algérie  |
| 17 juin | Autriche             | 1 | 0 | Chili    |
| 20 juin | Allemagne de l'Ouest | 4 | 1 | Chili    |
| 21 juin | Autriche             | 2 | 0 | Algérie  |
| 24 juin | Algérie              | 3 | 2 | Chili    |
| 25 juin | Allemagne de l'Ouest | 1 | 0 | Autriche |

| 16 juin 1982 | Allemagne de l'Ouest | 1 - 2 | Algérie                   | El Molinón, Gijón                                      |                                                        |
| 17:15        | Rummenigge 67e       |       | Madjer 54e · Belloumi 68e | Spectateurs : 42 000 Arbitrage : Enrique Labo Revoredo | Spectateurs : 42 000 Arbitrage : Enrique Labo Revoredo |
| 17:15        | Rapport              |       |                           | Spectateurs : 42 000 Arbitrage : Enrique Labo Revoredo | Spectateurs : 42 000 Arbitrage : Enrique Labo Revoredo |

| 21 juin 1982 | Algérie | 0 - 2 | Autriche                   | Stade Carlos Tartiere, Oviedo                  |                                                |
| 17:15        |         |       | Schachner 55e · Krankl 67e | Spectateurs : 22 000 Arbitrage : Tony Bosković | Spectateurs : 22 000 Arbitrage : Tony Bosković |
| 17:15        | Rapport |       |                            | Spectateurs : 22 000 Arbitrage : Tony Bosković | Spectateurs : 22 000 Arbitrage : Tony Bosković |

| 26 juin 1982 | Algérie                      | 3 - 2 | Chili                           | Stade Carlos Tartiere, Oviedo                         |                                                       |
| 17:15        | Assad 7e 31e · Bensaoula 35e |       | Neira 59e (pen.) · Letelier 73e | Spectateurs : 16 000 Arbitrage : Rómulo Méndez Molina | Spectateurs : 16 000 Arbitrage : Rómulo Méndez Molina |
| 17:15        | Rapport                      |       |                                 | Spectateurs : 16 000 Arbitrage : Rómulo Méndez Molina | Spectateurs : 16 000 Arbitrage : Rómulo Méndez Molina |

## Buteurs
- 2 buts
  - Salah Assad
- 1 but
  - Rabah Madjer
  - Lakhdar Belloumi
  - Tedj Bensaoula